# Torrie Wilson
Torrie Anne Wilson (nascida em 24 de julho de 1975), mais conhecida por Torrie Wilson é uma ex-lutadora de wrestling e modelo norte-americana, que trabalhou para a WWE, até 2008.

## Televisão
Apareceu na televisão pela primeira vez com o misterioso nome de Samantha. Entrou para a WCW como manager do filho do "Nature Boy", David Flair. David desapareceu da televisão, por isso Samantha também não ficou. 

## Carreira

### WCW
A sua estadia na WCW foi curta, tendo estado em alguns combates singulares e tag team. Com o fim da WCW, Torrie foi para a companhia de Vince McMahon (WWF/ mais tarde WWE).
As suas principais feuds foram Stacy K., Dawn Marie, Nidia, Lita, Trish Stratus, Test, Victoria, Candice Michelle, Melina...

## WWE
Torrie Wilson tem um vasto legado no que toca a combates mais ligados à estética feminina. Bra & Panties, Mud Match, Paddle Match, Halloween Contests, Bikini Contests, Eggnog Match,... Torrie venceu-os a todos. 
Teve um pequena feud com Melina já na SmackDown (a sua última naquela brand). 
Theodore Long (GM) disse que Candice e Torrie eram "quentes" demais para a SD! As Divas foram trocadas para a Raw.
Já naquela brand, ambas assumiram um papel heel (más). Torrie juntou-se com Candice Michelle e ambas estavam decididas a estrearem Ashley nos ringues da WWE. Quando as duas atacaram a Raw vencedora Diva Search, Ashley, apareceu Victoria, ajudando-as.
Torrie, Candice e Victoria, chamaram uma última vez Ashley ao ringue. Ashley disse que iria ao ringue, mas que desta vez tinha uma "pequena surpresa para as três Divas". A música de Trish Stratus (campeã feminina) toca pela arena e o duo vai de encontro a Torrie e as suas companheiras. Trish e Ashley dominaram as oponentes. Começava agora uma grande feud. 
Nas seguintes semanas, e com vitórias para os dois lados, Trish e Victoria tiveram ambas um combate. Trish Stratus ganhou, embora Victoria a tenha atacado no fim. Uma estranha apareceu e ajudou Trish na sua luta - Mickie James. Num espaço de tempo, combates de 3 vs 3 tomaram lugar. Mais para a frente, Torrie deixou de aparecer na Raw. Muitos dizem que devido a problemas pessoais com o seu marido.

### Vince's Devils
Mais tarde, Torrie voltou, acompanhada de uma pequena cadela, Chloe. Torrie, Candice Michelle e Victoria juntaram-se as três para formar as Vince's Devils. O trio teve uma pequena feud com Maria e Ashley que culminou numa Divas Lingerie Battle Royal. As adversárias entravam só, quando uma das duas Divas em campo elimina-se a outra. Torrie veio em 3º lugar. A vencedora foi Ashley Massaro, devido à sua condição de face.
Noutro episódio da Raw, uma Divas Battle royal deu-se para achar a candidata número um ao título de Trish Stratus. Torrie foi eliminada pela sua própria colega de equipe Candice Michelle. No show seguinte, Candice fez um pin à campeã com ajuda de Torrie, mas o árbitro viu e mandou Torrie embora. Candice acabou por perder o combates. Nos bastidores, Torrie veio pedir desculpa a Candice, e esta, deu-lhe um estalo. 

### Playboy
Na semana seguinte, Candice disse em público que iria estar na capa da Playboy. Disse a todos os fãs que era a capa mais quente de todas, não fosse ela a Diva mais gira da WWE. Torrie, como já tinha posado também na Playboy, não gostou desta afirmação. 
Candice e Victoria voltaram-se contra Torrie no dia em que Candice mostrou a sua capa ao público. Torrie aliou-se a Trish em vários combates com Victoria e Candice. Num segmento dos bastidores, Trish Stratus encontra Torrie KO no chão, com a capa da revista de Candice sobre a Diva. A feud entre Candice Michelle e Torrie acabou na WrestleMania 22 num Playboy Match. Ambas as Divas vieram ao ringue em vestidos de noite. Torrie acabou por ganhar o combate. 
Mais tarde, esteve envolvida em alguns confrontos com Mickie James, Melina, Kristal Marshall e Kelly Kelly na ECW. 

### Relação com Carlito
Depois da saída de Trish Stratus da WWE, Torrie começou uma relação (Kayfabe) com Carlito. O wrestler estava a ser submetido a alguns testes por Ric Flair, visto que Flair não achava Carlito digno de estar na WWE e na posição em que estava.
Torrie esteve em vários combates com Carlito e até Carlito e Flair, como manager. Numa Raw (depois do ataque de Carlito a Flair), Carlito disse que estava na altura de deixar de lado todo o lixo da sua vida, começando, segundo ele, por Torrie. Torrie abandonou o ringue a chorar. Nos bastidores, Torrie pediu desculpa a tudo por Carlito e disse que o podia compensar. Carlito caído pela Diva avançava para um beijo, mas Torrie dá-lhe um estalo na cara.
Ric Flair e Torrie estiveram envolvidos num combate com Carlito e Victoria. Carlito e Victoria ganharam. Depois, Carlito agarra em Torrie no ringue e tentar beijá-la. Torrie dá um estalo a Carlito, vira-lhe de costas, mas o seu antigo namorado (kayfabe) aplica-lhe o backcracker.
Num segmento nos bastidores, Torrie e Ric Flair gozam com Vince McMahon. Vince diz então que Torrie iria ter um combate com Carlito. A diva magoada na perna, vai até ao ringue. Carlito mostrando-se arrependido dizia que Torrie podia sair e que o combate acabava em CountOut (desclassificação por estar mais de de 10 contagens feitas pelo árbitro, fora do ringue). Torrie vira costas a Carlito e mais uma vez este atraiçoa-a com o BackCracker.

### SmackDown
Mais à frente, ocorre o draft (sorteio) em que qualquer Superstar ou Diva de qualquer brand poderia ser trocada. Torrie foi escolhida para a SmackDown. Assim como Torrie, também Victoria foi transferida para a brand azul. Estas duas encontraram-se numa sessão fotográfica de Torrie onde Victoria afirmou que Torrie não lhe iria roubar mais o seu lugar na fama. Torrie sorri e disse que se Victoria tentasse agir normalmente, as pessoas não a iriam chamar de louca. 
Victoria atira uma bola de praia que tinha na mão à cara de Torrie. A Diva responde com um estalo. As Duas começam uma CatFight (luta entre mulheres) nos bastidores. Os combates entre Victoria e Torrie foram vários, tendo as vitórias sido repartidas pelas duas. Torrie aliou-se a Jimmy Yang Yang por duas vezes para derrotar Victoria e o seu namorado (kayfabe) Kenny Dykstra. 
Em um dos episódios da SmackDown, Kristal Marshall convidou Michelle McCool e Torrie para serem as suas acompanhantes no casamento. Victoria, pensando estar incluída no convite, salta de alegria. Kristal diz-lhe então que não precisava de Victoria visto que o convite tinha sido para Michelle McCool e Torrie. Na semana seguinte, Torrie e Victoria tem um bom combate, mas no fim foi Victoria que liderou. A Diva, enraivecida, continuou o ataque a Victoria. Michelle McCool veio ao ringue e salva Torrie Wilson de um ataque.
Torrie chegou a ganhar o Divas Golden Thong (concurso de desfiles das Divas). Apareceu em duas capas da Playboy (uma com Sable). Torrie já foi convidada em vários programas de TV e rádio, assim como já foi capa de inúmeras revistas.
Torrie Wilson retirou-se da WWE por uma lesão dorsal sofrida nas costas depois de um ataque de Krissy Vaine, mesmo assim Torrie lutou muitos meses, afastou-se, fez duas cirurgias, mas não conseguiu recuperar-se. Torrie colocou em seu MySpace que não trocaria os anos que passou na WWE por nada e que não vai voltar a lutar nem na WWE, nem em qualquer outra empresa vinculada ao wrestling.

## No Wrestling
- Finishers

- - Nose Job
  - Springboard Back Elbow

- Signature Movies

- - Spinning DDT
  - Swinging Neckbreaker
  - Baseball Slide 
  - DDT
  - Headscissors Fakedown 
  - Schoolgirl Roll-up 
  - Snap Suplex